# アレクトラ・ブルー
アレクトラ・ブルー（Alektra Blue, 1983年6月9日 -  ）は、アメリカ合衆国のポルノ女優。アリゾナ州フェニックス出身 。
2008年4月にはペントハウス・ペットに選ばれた。

## 出演作品
- ハプニング・ヘアサロン
- アベンジャー・ガールズ
- WIB ウーマン・イン・ブラック
- ダイナマイト・コップ　ブロンド秘密警察
- ファイヤーレディGO!GO!
- 聖プリティ学園
- のぞき部屋
- ショーガール!
- 眠る女　スリーピング・エクスタシー
- 妄想入試
- ボディスピード
- ボディスピード　フルスロットル
- アンドロイド2040
- アンドロイド2040 レボリューションズ
- 女分析医Rの告白
- セックス依存症の容疑者たち